# Trigonochrostia excisa
Trigonochrostia excisa är en fjärilsart som beskrevs av George Francis Hampson 1926. Trigonochrostia excisa ingår i släktet Trigonochrostia och familjen nattflyn. Inga underarter finns listade i Catalogue of Life.